# Rhodes (Moselle)
Pour les articles homonymes, voir Rhodes (homonymie).
Rhodes est une commune française située dans le département de la Moselle, en région Grand Est.
Cette commune se trouve dans la région historique de Lorraine et fait partie du pays de Sarrebourg.

## Géographie

### Localisation
La commune est à 3,2 km de Fribourg, 3,4 de Langimberg et 16,2 de Sarrebourg.

### Communes limitrophes
| Fribourg    |        | Langatte          |
|             | Rhodes | Kerprich-aux-Bois |
| Languimberg |        | Diane-Capelle     |

### Écarts et lieux-dits
Adelhouse (ancienne ferme détruite), Domaine Les Bachats (18e siècle), Ferme de Sainte-Croix (18e siècle), Ferme de La tour (Bâtie vers 1980).
La commune inclut par ailleurs cinq quartiers répartis le long des rives de l’étang du Stock : des arbres (les Bachats), des poissons, des oiseaux, des fleurs, des Pâquis (PRL).

### Intercommunalité
Commune membre de la Communauté de communes de Sarrebourg - Moselle Sud.

### Géologie et relief
La commune est située dans le bassin versant du Rhin au sein du bassin Rhin-Meuse, au cœur du parc naturel régional de Lorraine.
Le village est situé sur la presqu'île de l'étang du Stock, dans la sous-région géologique appelée pays des étangs, car formée sur une couche épaisse d'argile blanche favorable à la création de nombreux étangs à vocation piscicole ou créés comme réservoirs pour les canaux de la Marne au Rhin et de la Sarre (passe en bordure du banc communal à l'est).
Système d’information pour la gestion des eaux souterraines du bassin Rhin-Meuse. Géologie : Carte géologique ; Coupes géologiques et techniques

### Hydrographie et les eaux souterraines
Elle est drainée par le ruisseau le Landbach, le ruisseau de la Goutte, le ruisseau de Ste-Croix et le ruisseau du Camps.
Le Landbach, d'une longueur totale de 18,1 km, prend sa source dans la commune de Languimberg et se jette  dans la Sarre en limite de Gosselming et d'Oberstinzel, après avoir traversé neuf communes.

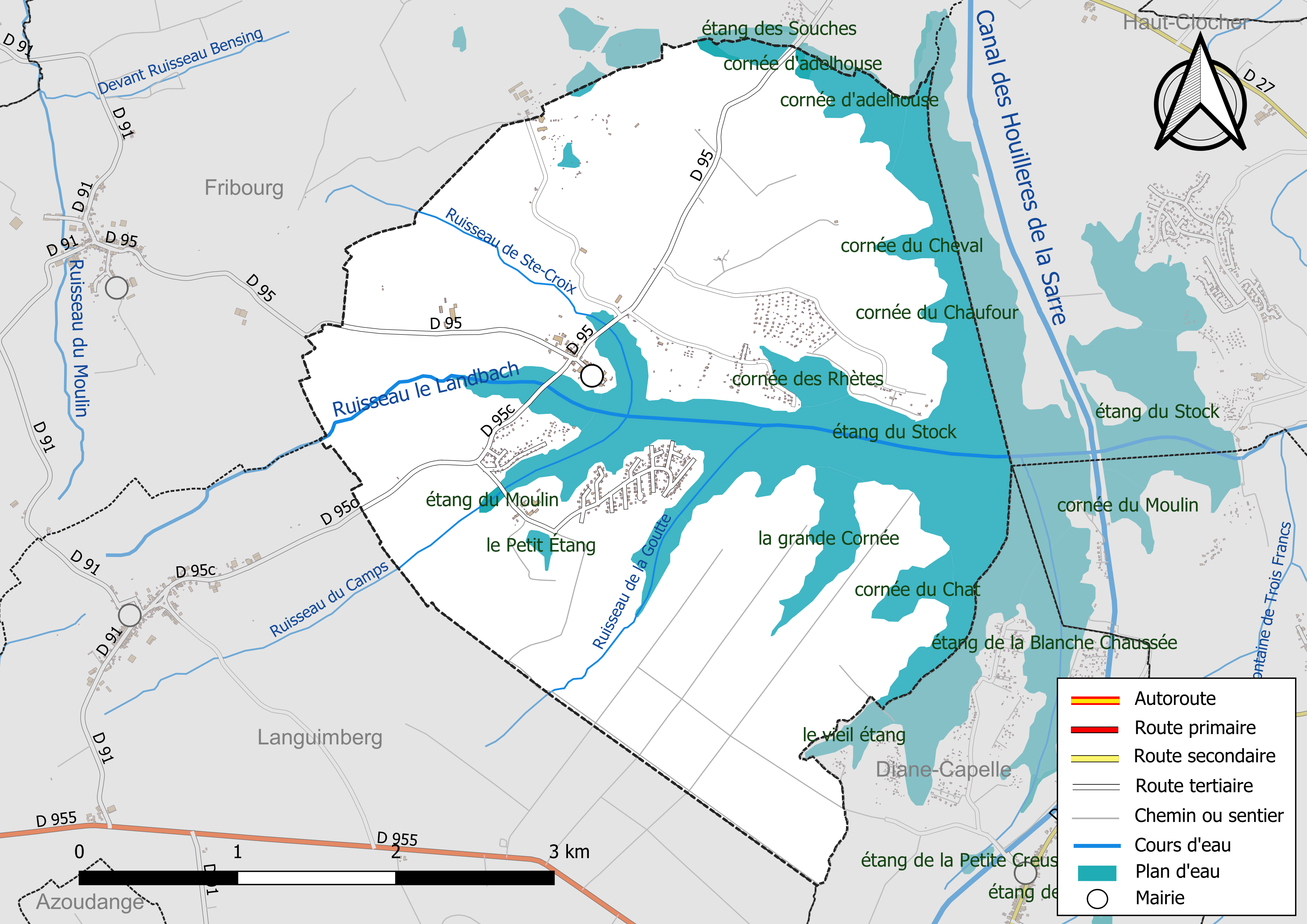
Réseaux hydrographique et routier de Rhodes.

La qualité des eaux des principaux cours d’eau de la commune, notamment du ruisseau le Landbach, peut être consultée sur un site dédié géré par les agences de l’eau et l’Agence française pour la biodiversité.
L’étang du Stock sert aussi de réservoir pour les canadairs.

### Climat
Pour des articles plus généraux, voir Climat du Grand Est et Climat de la Moselle.
En 2010, le climat de la commune est de type climat des marges montargnardes, selon une étude du Centre national de la recherche scientifique s'appuyant sur une série de données couvrant la période 1971-2000. En 2020, Météo-France publie une typologie des climats de la France métropolitaine dans laquelle la commune est exposée à un climat semi-continental et est dans la région climatique  Vosges, caractérisée par une pluviométrie très élevée (1 500 à 2 000 mm/an) en toutes saisons et un hiver rude (moins de 1 °C). 
Pour la période 1971-2000, la température annuelle moyenne est de 9,7 °C, avec une amplitude thermique annuelle de 16,6 °C. Le cumul annuel moyen de précipitations est de 862 mm, avec 12,4 jours de précipitations en janvier et 9,6 jours en juillet. Pour la période 1991-2020, la température moyenne annuelle observée sur la station météorologique de Météo-France la plus proche, « Nitting_sapc », sur la commune de Nitting à 14 km à vol d'oiseau, est de 10,4 °C et le cumul annuel moyen de précipitations est de 993,7 mm. 
La température maximale relevée sur cette station est de 37,9 °C, atteinte le 25 juillet 2019 ; la température minimale est de −19,4 °C, atteinte le 26 décembre 2010,,. 
Les paramètres climatiques de la commune ont été estimés pour le milieu du siècle (2041-2070) selon différents scénarios d'émission de gaz à effet de serre à partir des nouvelles projections climatiques de référence DRIAS-2020. Ils sont consultables sur un site dédié publié par Météo-France en novembre 2022.

### Sismicité
Commune située dans une zone de sismicité 1 très faible.

## Urbanisme

### Typologie
Au 1er janvier 2024, Rhodes est catégorisée commune rurale à habitat très dispersé, selon la nouvelle grille communale de densité à sept niveaux définie par l'Insee en 2022.
Elle est située hors unité urbaine. Par ailleurs la commune fait partie de l'aire d'attraction de Sarrebourg, dont elle est une commune de la couronne,. Cette aire, qui regroupe 87 communes, est catégorisée dans les aires de 50 000 à moins de 200 000 habitants,.

### Occupation des sols
L'occupation des sols de la commune, telle qu'elle ressort de la base de données européenne d’occupation biophysique des sols Corine Land Cover (CLC), est marquée par l'importance des forêts et milieux semi-naturels (37,5 % en 2018), une proportion  sensiblement équivalente à celle de 1990 (37,7 %).
La répartition détaillée en 2018 est la suivante : 
forêts (37,5 %), eaux continentales (22,3 %), terres arables (19,6 %), zones urbanisées (9 %), prairies (8,8 %), zones agricoles hétérogènes (2,8 %). L'évolution de l’occupation des sols de la commune et de ses infrastructures peut être observée sur les différentes représentations cartographiques du territoire : la carte de Cassini (XVIIIe siècle), la carte d'état-major (1820-1866) et les cartes ou photos aériennes de l'IGN pour la période actuelle (1950 à aujourd'hui).

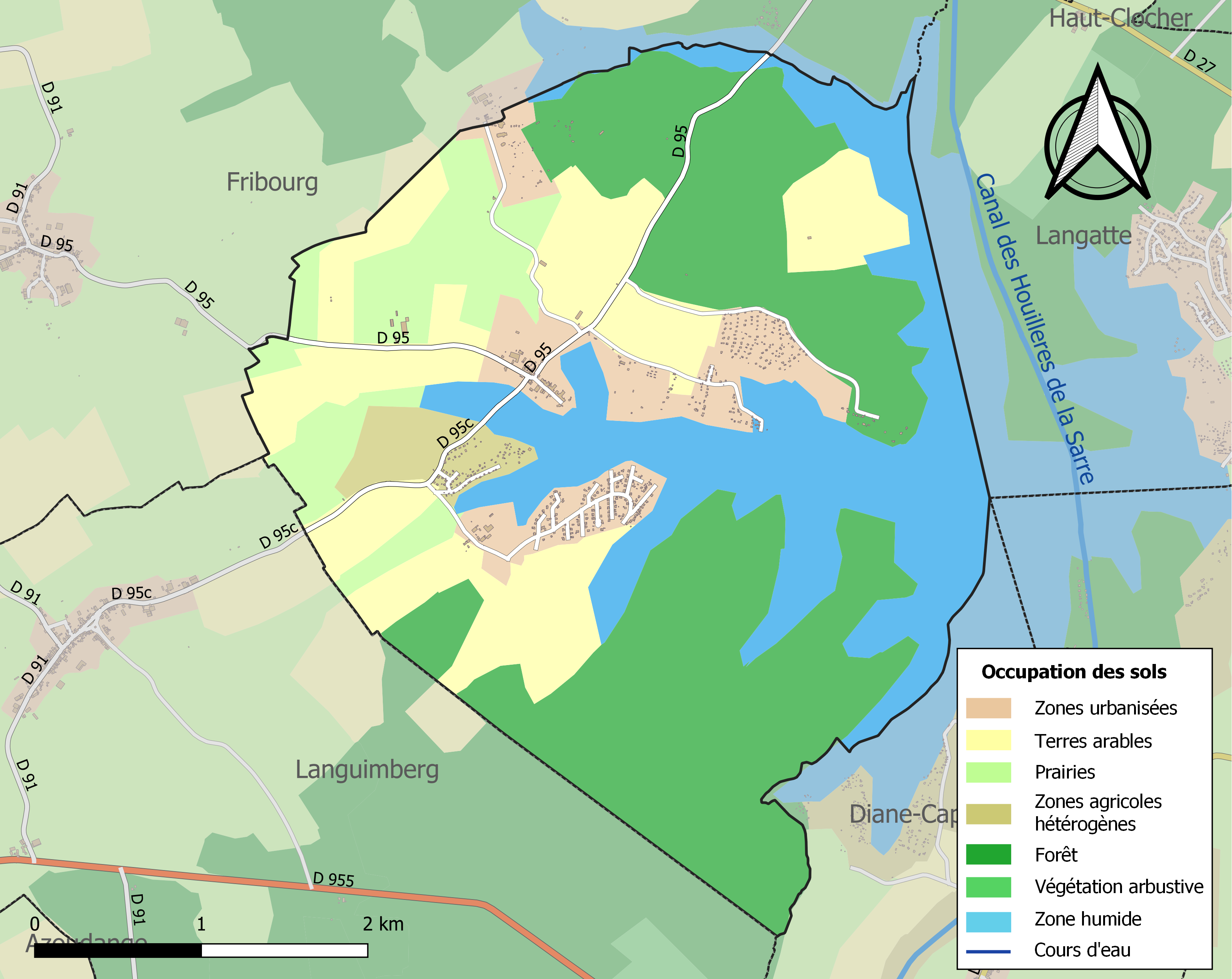
Carte des infrastructures et de l'occupation des sols de la commune en 2018 (CLC).

Plan local d'urbanisme dont la dernière procédure a été approuvée le 20 mai 2022.

### Voies de communications et transports

#### Voies routières
- D 95 vers Fribourg,
- D 95c vers Langimberg,
- D 27 vers Sarrebourg.

#### Transports en commun
- Fluo Grand Est.

#### Lignes SNCF
- Gare de Sarrebourg.

#### Transports aériens
Les aéroports les plus proches sont :
- l'aéroport de Metz-Nancy-Lorraine,
- l'aéroport de Strasbourg-Entzheim.

## Toponymie
- Rode en 1397. Du germanique rotha[19] ou du vieux haut allemand ruda, riutī « défrichement, essartage »[20],[21] (cf. allemand Rodung « défrichement, essart, clairière »).
- La commune est renommée Rodt pendant la première annexion (1871-1918), puis Roth pendant la seconde annexion (1940-1944).

## Histoire
Le village de Rhodes est mentionné dans un titre de 1358. D'après M. Michel, l'époque de sa fondation remonte à l'année 1300.
Il fut d'abord compris dans le duché de Lorraine puis dans la principauté épiscopale de Metz, il s'est formé de la réunion de deux hameaux qui sont indiqués en 1710 sous les noms de Grand Roth et Petit Roth.
Rhodes dépendait en 1594 de la châtellenie de Morsperg dans le bailliage d'Allemagne. Puis en 1710, de la prévôté de Lixheim et cela toujours dans le même bailliage. En 1751, Rhodes faisait partie de la châtellenie de Fribourg dans la juridiction et généralité de Vic, sous la coutume de l'évêché. Enfin, en 1790, Rhodes est rattaché au canton de Fribourg et au district de Dieuze.

## Politique et administration
| Période                                  | Période       | Identité        | Étiquette | Qualité |
| ---------------------------------------- | ------------- | --------------- | --------- | ------- |
| Les données manquantes sont à compléter. |               |                 |           |         |
| 13 mars 2001                             | 28 avril 2014 | Fabien Haslauer |           |         |
| 28 avril 2014                            | En cours      | Jean-Luc Rondot |           |         |

### Budget et fiscalité 2021
En 2021, le budget de la commune était constitué ainsi :
- total des produits de fonctionnement : 300 000 €, soit 2 383 € par habitant ;
- total des charges de fonctionnement : 168 000 €, soit 1 331 € par habitant ;
- total des ressources d'investissement : 91 000 €, soit 725 € par habitant ;
- total des emplois d'investissement : 145 000 €, soit 1 151 € par habitant ;
- endettement : 577 000 €, soit 4 583 € par habitant.

Avec les taux de fiscalité suivants :
- taxe d'habitation : 17,36 % ;
- taxe foncière sur les propriétés bâties : 23,96 % ;
- taxe foncière sur les propriétés non bâties : 19,65 % ;
- taxe additionnelle à la taxe foncière sur les propriétés non bâties : 0,00 % ;
- cotisation foncière des entreprises : 0,00 %.

Chiffres clés Revenus et pauvreté des ménages en 2019 : médiane en 2019 du revenu disponible, par unité de consommation : 22 260 €.

## Population et société

### Démographie

#### Évolution démographique
L'évolution du nombre d'habitants est connue à travers les recensements de la population effectués dans la commune depuis 1793. Pour les communes de moins de 10 000 habitants, une enquête de recensement portant sur toute la population est réalisée tous les cinq ans, les populations de référence des années intermédiaires étant quant à elles estimées par interpolation ou extrapolation. Pour la commune, le premier recensement exhaustif entrant dans le cadre du nouveau dispositif a été réalisé en 2004.

En 2022, la commune comptait 124 habitants, en évolution de +4,2 % par rapport à 2016 (Moselle : +0,52 %, France hors Mayotte : +2,11 %).
| 1793 | 1800 | 1806 | 1821 | 1831 | 1836 | 1841 | 1846 | 1851 |
| ---- | ---- | ---- | ---- | ---- | ---- | ---- | ---- | ---- |
| 330  | 387  | 440  | 374  | 430  | 411  | 414  | 397  | 350  |

| 1856 | 1861 | 1871 | 1875 | 1880 | 1885 | 1890 | 1895 | 1900 |
| ---- | ---- | ---- | ---- | ---- | ---- | ---- | ---- | ---- |
| 290  | 281  | 273  | 253  | 227  | 195  | 171  | 190  | 197  |

| 1905 | 1910 | 1921 | 1926 | 1931 | 1936 | 1946 | 1954 | 1962 |
| ---- | ---- | ---- | ---- | ---- | ---- | ---- | ---- | ---- |
| 174  | 153  | 126  | 112  | 101  | 96   | 84   | 105  | 105  |

| 1968 | 1975 | 1982 | 1990 | 1999 | 2004 | 2006 | 2009 | 2014 |
| ---- | ---- | ---- | ---- | ---- | ---- | ---- | ---- | ---- |
| 91   | 65   | 55   | 51   | 56   | 72   | 70   | 94   | 120  |

| 2019 | 2022 | - | - | - | - | - | - | - |
| ---- | ---- | - | - | - | - | - | - | - |
| 128  | 124  | - | - | - | - | - | - | - |

### Enseignement
Établissements d'enseignements :
- Écoles maternelles et primaires à Diane Capelle, Languimberg, Fribourg,
- Collèges à Moussey, Sarrebourg, Lorquin,
- Lycées à Sarrebourg, Dieuze.

### Santé
Professionnels et établissements de santé :
- Médecins à Gosselming, Sarrebourg,
- Pharmacies à Sarrebourg, Lorquin, Avricourt, Fénétrange,
- Hôpitaux à Sarrebourg, Lorquin, Dieuze, Niderviller.

### Cultes
- Culte catholique, Communauté de paroisses « Les Prairies de la Zorn »[32], Diocèse de Metz.

## Économie

### Entreprises et commerces

#### Agriculture
- Culture et élevage associés.
- Reproduction de plantes.
- Culture de céréales, de légumineuses et de graines oléagineuses.
- Élevage d'autres bovins et de buffles.

#### Tourisme
- Hébergements à Rhodes, Sarrebourg, Tarquimpol.
- Hébergement insolite hameau des loups[33].
- Restauration traditionnelle.
- Terrains de camping et parcs pour caravanes ou véhicules de loisirs.

#### Commerces
- Commerces et services de proximité à Sarrebourg, Imling, Langatte.

## Culture locale et patrimoine

### Lieux et monuments
- Passage de la Voie romaine Strasbourg (Argentoratum) à Metz (Divodorum), par Sarrebourg (Pons Saravi) et Tarquimpol (Decempagi) ; vestiges dans l'étang du Stock.

#### Édifices religieux

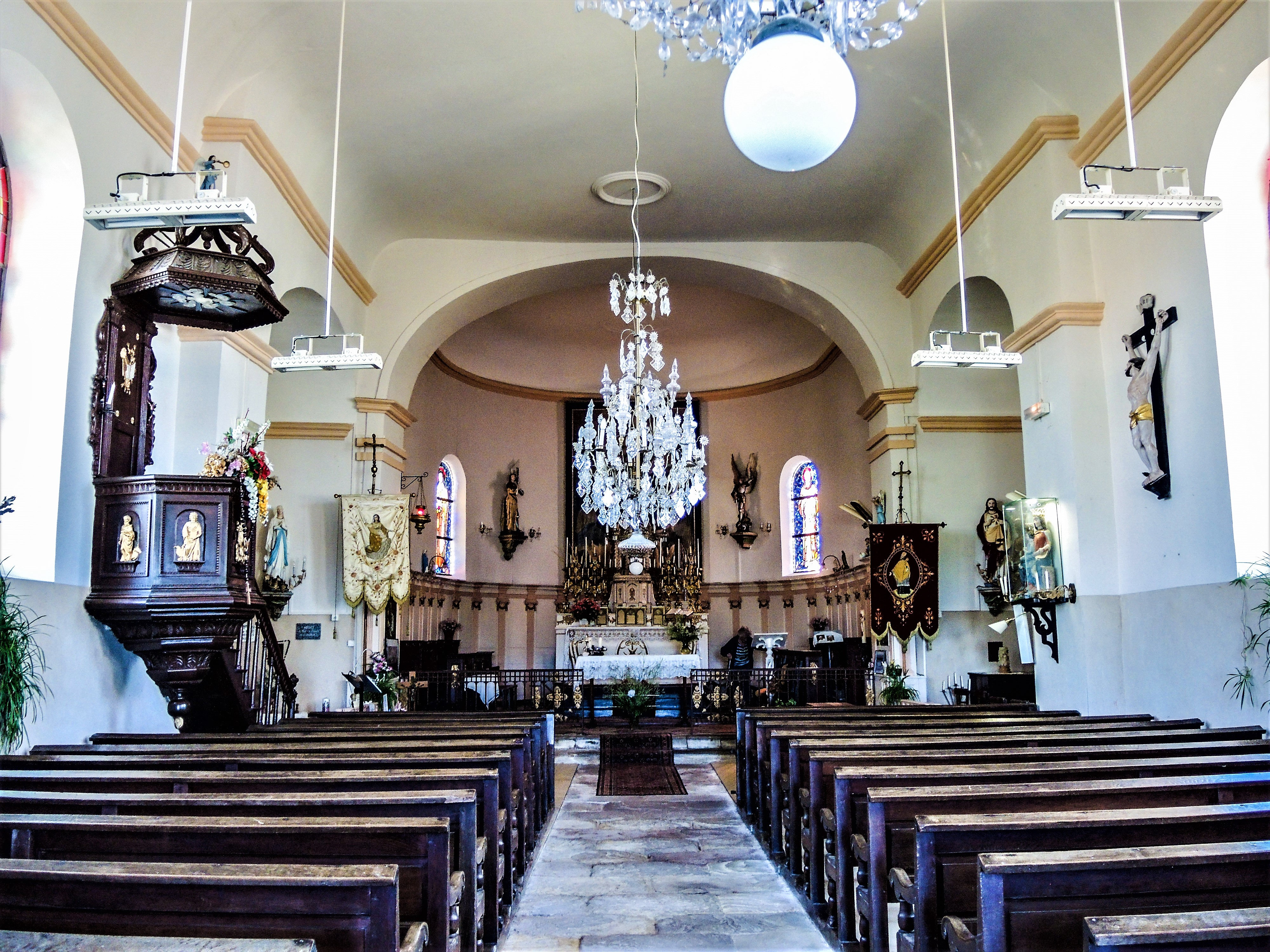
Nef de l'église de l'Assomption de la bienheureuse Vierge Marie.

- Église de l'Assomption de la bienheureuse Vierge Marie (SHAL, section de Sarrebourg)[34], sur l'étang : clocher roman, nef XVIIIe siècle, bénédiction par l’évêque de Metz Henri-Charles de Coislin (1664-1732) en 1707. Autels et statues XVIIIe siècle.

Patrimoine Campanaire : Une cloche préfabriquée de 1840 par Baraban (Nancy). Deux cloches de 1927 coulées par Firmin Causard (Colmar) et bénies le 26 décembre 1927 par le Curé Thiébaut. L'une, prénommée Marie-Joseph, pèse 530 kilos et a comme parrain Léon Feltin Maire de Rhodes et comme Marraine Rosalie Singer des Bachats. L'autre, prénommée Jeanne, pèse 380 kilos et a comme parrain Émile Leblanc et comme Marraine Marie Roser de Sainte-Croix.
Les cloches précédentes (1840) ont été descendues du clocher sur réquisition des Allemands le 31 août 1917 et brisées et emmenées le 28 mars 1918.
- Monument aux morts : Plaque d'église faisant office de monument[37] : Conflits commémorés : Guerres 1914-1918 - 1939-1945.
- Croix et Calvaires :

Croix d'accident au lieu-dit « Les Rhètes », croix du début du 20e siècle entretenue par la famille Vailly/Wecker. Croix de dévotion au lieu-dit « Les Bachats », sur le chemin de Diane-Capelle, érigée en 1867 par les anciens propriétaires du Domaine Les Bachats Messieurs Hainault et Tourtel à leur arrivée dans le lieu. Restauré en 2000 après des dégâts causés par la tempête de décembre 1999. Propriétaire : La Famille Corsyn.

#### Cimetière Mennonites
- Ancien cimetière mennonite[39].

#### Patrimoine naturel
- Parc animalier de Sainte-Croix.
- Étang du Stock (750 ha)[40], plaisance à voile et à moteur, ski-nautique ; Pêche gérée par l'AAPPMA.

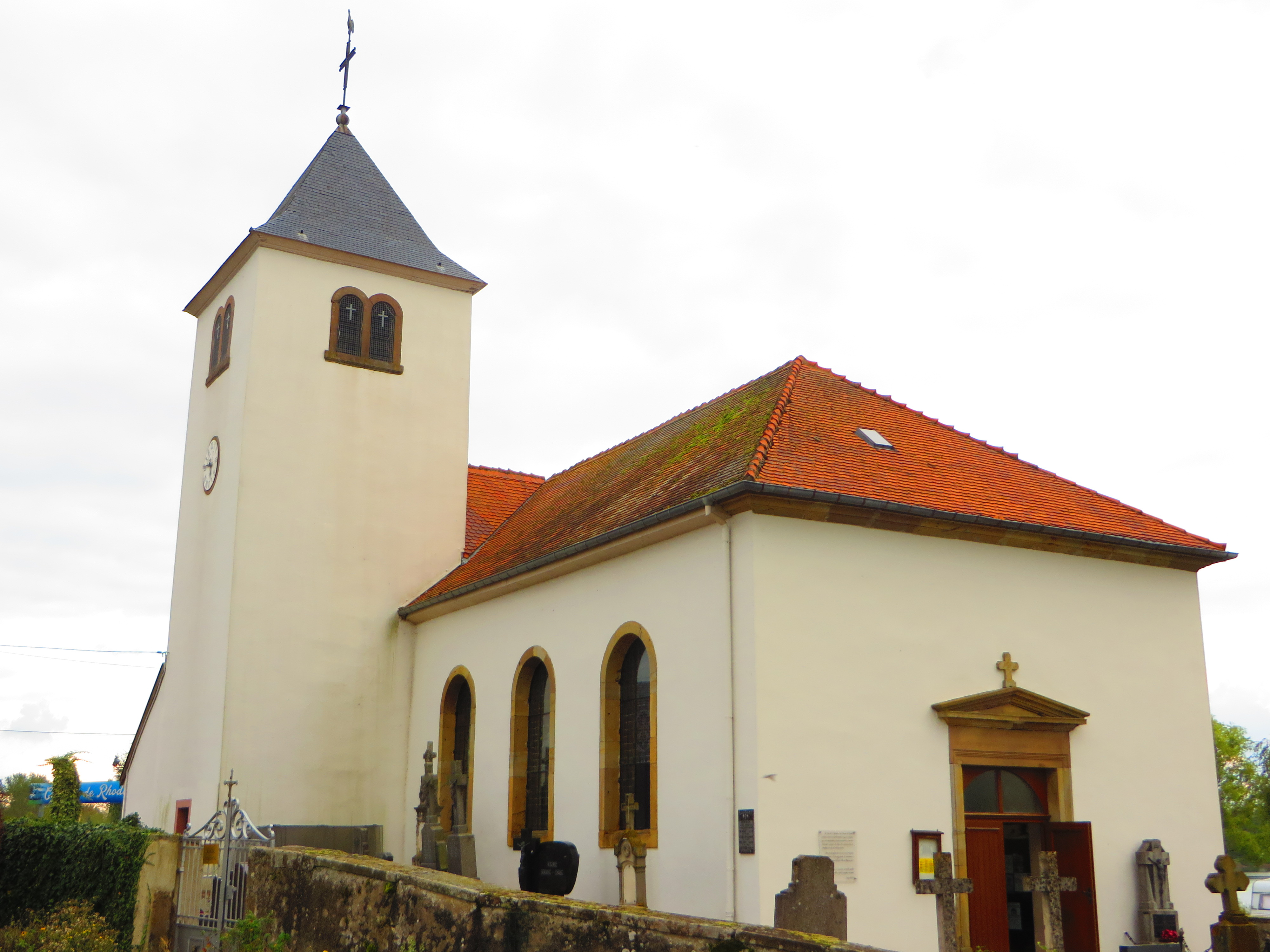
Église de l'Assomption de la Bieneureuse Vierge Marie.
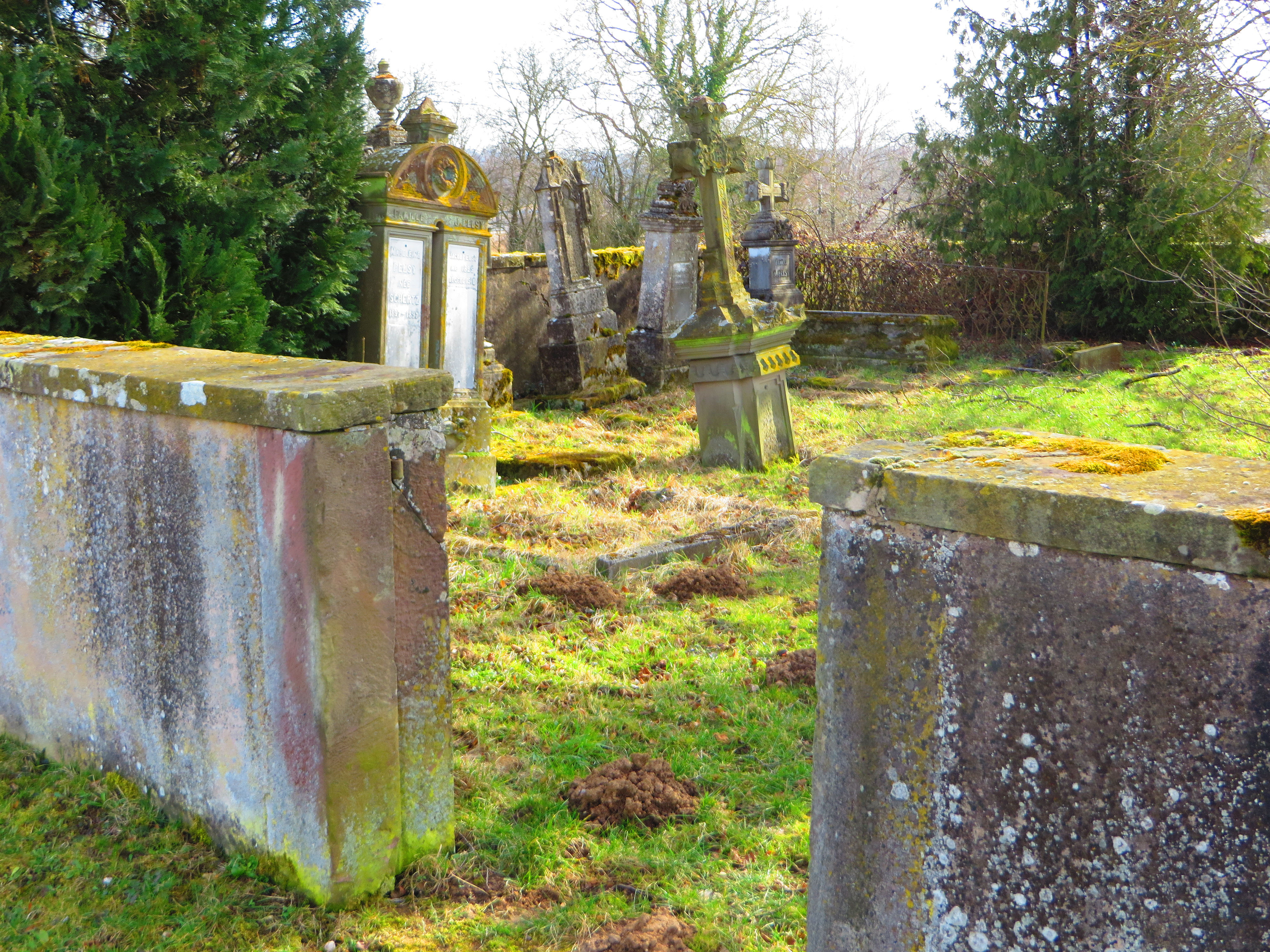
Le cimetière mennonite.
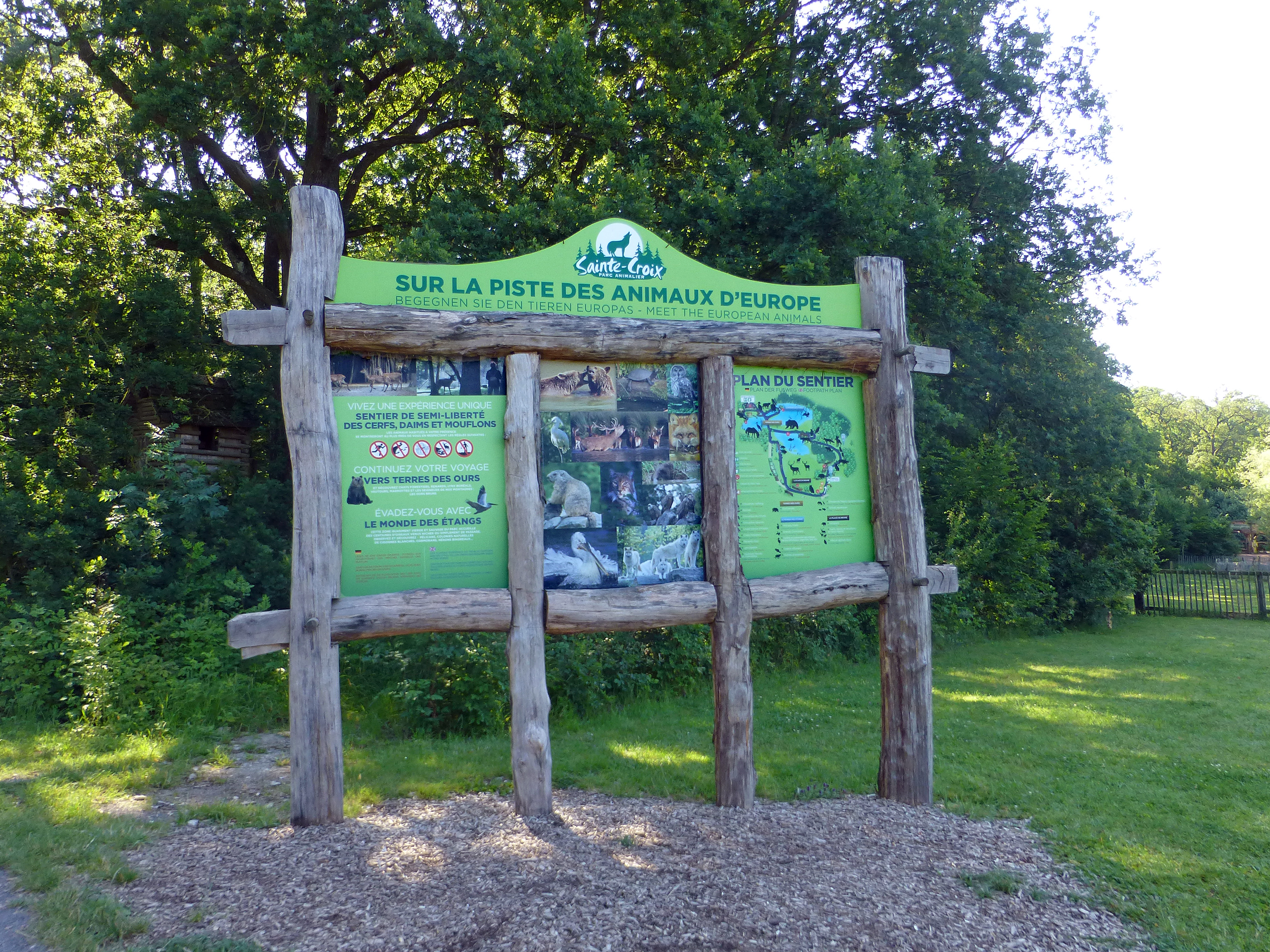
Signalétique dans le parc animalier de Sainte-Croix.
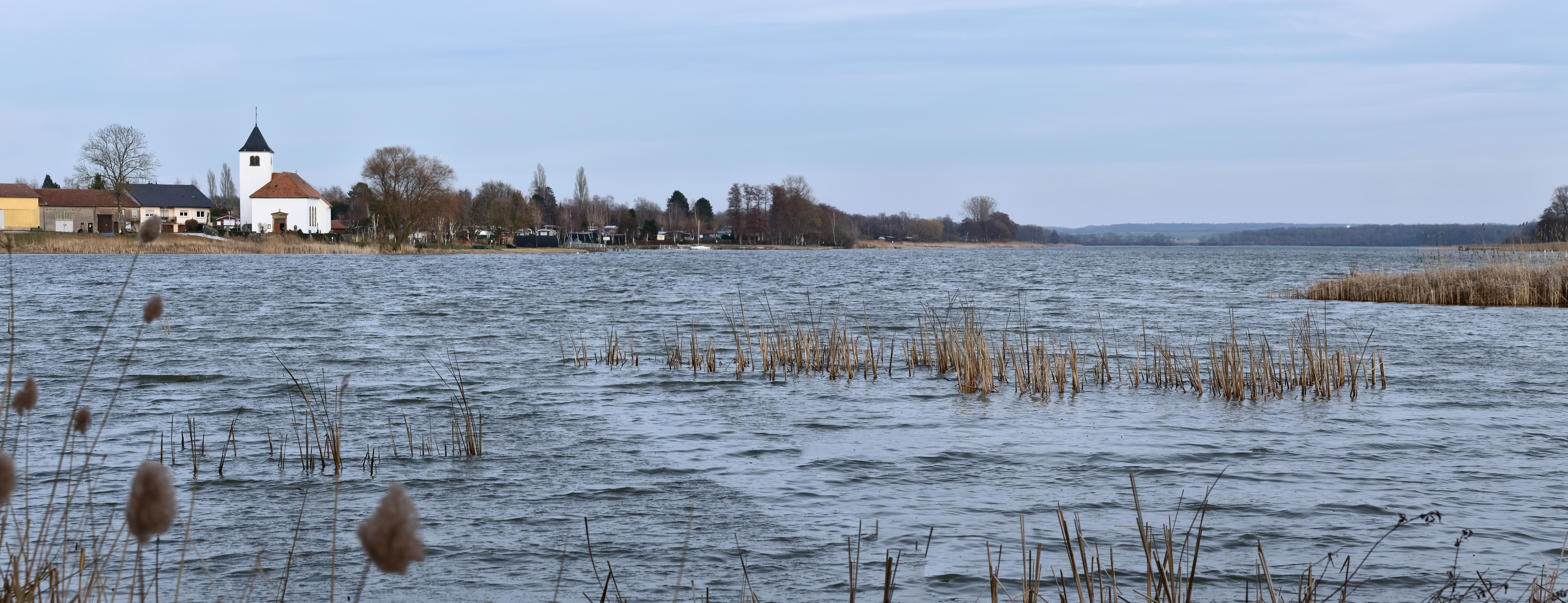
L'étang du Stock, vu depuis la route de Languimberg.

### Personnalités liées à la commune
- Adam-Philippe de Custine (1742-1793), général des armées de la Révolution.
- Baron Alexandre Bernard Théodore von Uexküll, époux de Gabrielle Elisabeth Marie de Bary. Propriétaire terrien et frère du grand biologiste Jacob von Uexküll (1864-1944).
- Charles Alexis Collignon de Videlange (16 avril 1801 à Nancy-4 avril 1863 à Saint-Mihiel), époux de Marie-Louise de Vaux (11 juin 1809 à-8 septembre 1854 à Rhodes). Maire en 1844 et conseiller général du département de la Meurthe en 1847.
- Curés de Rhodes : Jean Baptiste Léon Colin, Jean Baptiste Cuny, François Dintrose, Nicolas Gabriel, Jean François Gandard, Jean Joseph Heissat, Jacques Hubert, François Joseph Hyronimus, Nicolas Lambert, Jean Nicolas Louis, Charles Nicolas Manvuisse, Charles Auguste Maxé, Jacques Emile Merciol, Philippe Petitjean, Christophe Simonin, Jean Baptiste Venner[41].

### Héraldique
| Blason de Rhodes | Blason  | Parti de gueules au dextrochère de carnation, vêtu d'azur, mouvant d'un nuage d'argent, tenant une épée d'argent garnie d'or accostée de deux cailloux du même, et de gueules au croc d'or. |
| Blason de Rhodes | Détails | À gauche sont représentés les armes du chapitre de la cathédrale de Metz, rappelant que Rhodes dépendait de la châtellenie épiscopale de Fribourg. À droite, figurent les armes de la famille de Rode-Guermange, premiers seigneurs connus de la localité. Le statut officiel du blason reste à déterminer. |

## Pour approfondir